# باتريك كافناغ
باتريك كافناغ (بالإنجليزية: Patrick Kavanagh)‏ (21 أكتوبر 1904 في جمهورية أيرلندا - 30 نوفمبر 1967، دبلن في جمهورية أيرلندا)؛ كاتب، شاعر وروائي أيرلندي.

## روابط خارجية
- باتريك كافناغ على موقع الموسوعة البريطانية (الإنجليزية)
- باتريك كافناغ على موقع ميوزك برينز (الإنجليزية)